# 서정우 (대학교수)

## 학력
서정우 교수는 1974년 서울 중앙고등학교를 졸업하고 1981년 서울대학교 지리학과를 졸업하고, 동 대학에서 경영학 석사과정을 마쳤으며, 1988년 미국 일리노이대학교에서 경영(회계)학 박사 학위를 받았다.
.

## 자격 및 상훈
한국 공인회계사

## 주요 경력
서정우 교수는 1981년 삼일회계법인에서 근무하였으며 1999년 8월 부터 현재까지 국민대학교 경영학부 교수로 활동중이다. 2005년 2월부터 2008년 2월까지 한국회계기준원 상임위원으로 활동하다 2008년 2월 부터 2011년 2월까지 한국회계기준원 원장으로 활동했다. 이후 2012년 7월부터 2020년 까지 8년간 국제회계기준위원회(IASB) 위원으로 활동하였다.

## 관련 위원회 위원활동
2003년부터 현재까지 한국지배구조센터 기업지배구조개선위원회에 속해있으며 2005년에 국제회계기준위원회 자문위원, 2005년부터 2008년까지 한국상장협의회 내부회계관리운영위원회, 2006년부터 2008년까지 한국거래소 상장위원회, 2007년부터 2009년까지 한국예금보험공사 공적자금 MoU 이행위원회에서 위원활동을 하였다.

## 서정우교수 국제회계기준위원회(IASB) 위원 선임으로 인한 한국의 기대효과
IASB 진출로 국내 상장기업들에 직접 영향을 미치는 IFRS 재·개정 작업에 한국 위원이 직접 참여함으로써 한국의 영향력 확대 및 위상 제고에 크게 기여할 것으로 전망된다. 한국은 전 세계 12번째 IFRS 재단 이사 및 IASB 위원 "동시 배출국"으로서 진정한 글로벌 회계 중심국가로 발돋움을 한 것이다.

## 서정우교수 국제회계기준위원회(IASB) 위원 역임의 의의 및 기대효과
서정우교수의 연임은 서정우 위원이 국제회계 전문가로서 그 동안의 폭넓은 경험을 통해 더 수준높은 IFRS 개발에 기여한 공로를 인정받은 것으로 평가된다. 아울려, 한국은 IFRS 국내 정착에 꾸준한 노력을 기울여옴에 따라 'IFRS 도입 모범국가'라는 국제적인 인지도를 확고히 해나가고 있으며, 국외적으로도 IASB가 IFRS를 재정·개정하는 과정에 활발히 잠여하고 긍정적인 영향을 미친 결과로 판단된다. 앞으로 IASB에 한국인 인사가 계속 활동함에 따라 IFRS 재단에서의 한국의 위상이 더욱 견고해질 것으로 예상하며 IFRS 재·개정과정에서 국내 기업들의 특수성을 반영하거나 이해관계자 요구사항 등을 효과적으로 개진할 수 있는 실무 채널로서의 역할을 지속할 것으로 기대된다.

## 서정우교수 IASB위원 임기종료후 국내상황
IASB위원국 지위 상실은 국내 기업들의 경영활동에 치명적인 악영향을 줄 수 있다.
한국은 2020년 6월 서정우 전 IASB위원의 임기가 종료된 IASB위원국 자리를 잃었다. 이후 현재까지 IASB위원이 한국에서 나오지 않는 상태이다.국제회계기준 제·개정에서 한국의 목소리를 전달할 핵심 통로가 막힌 것이다. 이는 국내 기업 경영에 치명적이라는 게 재계와 금융계의 공통된 시각이다. 국제회계기준 변경이 기업 경영에 절대적인 영향을 미치는 경우가 많아서다. IFRS를 도입한 세계 각국이 IASB 위원국이 되기 위해 치열한 외교전을 펼치고 있는 이유다. 한국 금융당국도 한국이 IASB이사회 위원국 자리를 되찾을 수 있도록 총력을 기울이고 있다. IASB는 지역, 성별, 직군 등 여러 가지를 고려해 위원회를 구성한다. 유럽과 미국이 다수석이다. 아시아권에선 중국과 일본이 위원직을 차지하고 있다. 중국과 일본은 해외에 진출한 자국 기업을 위해 IASB에 대규모 기부금을 내는 등 위원회 내에서 발언권이 세다.
1. ↑  https://news.mt.co.kr/mtview.php?no=2012031919028233045&outlink=1&ref=https%3A%2F%2Fsearch.naver.com
2. ↑  https://www.fsc.go.kr/no010101/72602
3. ↑  https://www.fsc.go.kr/no010101/72602
4. ↑  https://www.fss.or.kr/fss/cmmn/file/fileDown.do?atchFileId=252e048b9406d3a9335a43d120679c50&fileSn=1
5. ↑  https://www.fsc.go.kr/no010101/72602
6. ↑  https://www.hankyung.com/economy/article/202204292433i